# خسرو خسروانی
خسرو خسروانی سفیر سابق ایران در کشورهای آمریکا، مصر، آلمان و همچنین نمایندهٔ دولت سابق ایران در سازمان ملل متحد بود. وی در سال ۱۲۹۳ هجری خورشیدی در شهر محلات به دنیا آمد. بعد از اتمام تحصیلات مقدماتی و متوسطه، برای ادامه تحصیل به انگلستان رفت و وارد دانشگاه بیرمنگام شد و موفق شد در رشته زمین‌شناسی با مدرک دکتری از این دانشگاه فارغ‌التحصیل شود. بعد از مدتی کار در وزارت خارجه، به عنوان دبیر اول سفارت ایران راهی پایتخت آمریکا، واشینگتن، شد و سال بعد؛ یعنی در سال ۱۳۳۲ وی نماینده‌ایران در سازمان ملل و بعد از آن سرکنسول ایران در هامبورگ شد. او بعد از مدتی وزیر مختار ایران در واشینگتن شد؛ و بعد از آن با بهبود روابط ایران و مصر او به عنوان سفیر ایران به قاهره رفت.

## زندگی شخصی
خسرو خسروانی به سال ۱۲۹۳ در محلات بدنیا آمد. پدر او میرزا هاشم محلاتی از ثروتمندان محلات بود. او چهار برادر با نام‌های شهاب‌الدین، مرتضی ،عطاالله و پرویز داشت که همه دارای مناصب نظامی و سیاسی بودند.
- شهاب‌الدین خسروانی از چهره‌های سیاسی سال‌های ۱۳۲۰–۱۳۳۲ و نماینده مجلس بود و از همفکران محمد مصدق، و با مصدق روابط حسنه داشت.
- مرتضی خسروانی، سپهبد ارتش شاهنشاهی ایران بود.
- عطاالله خسروانی دبیرکل حزب ایران نوین بود و همزمان در راس وزارتخانه‌های کار و کشور قرار داشت.[۳]
- پرویز خسروانی سپهبد ارتش شاهنشاهی ایران و به مدت پنج سال به معاونت نخست‌وزیری و سرپرستی سازمان تربیت بدنی در کابینهٔ هویدا رسید.ایشان همچنین موسس باشگاه فوتبال تاج تهران بودند؛اولین قهرمانی تاج تهران در لیگ قهرمانان آسیا ۱۹۷۰ در دوران مدیریت وی در تاج رقم خورد.